# Rosszemberek
Rosszemberek è un film del 1979 diretto da György Szomjas.
Fu una delle prime interpretazioni cinematografiche dell'attrice teatrale Dorottya Udvaros.

## Produzione
Il film fu prodotto dalla MAFILM Hunnia Stúdió.

## Distribuzione
Uscì nelle sale cinematografiche ungheresi il 2 agosto 1979. Gli venne dato il titolo internazionale Bad Guys.